# Worzel Gummidge
Worzel Gummidge est un épouvantail de fiction apparu dans une série de livres écrits par Barbara Euphan Todd à partir de 1936.

## Série de livres
- Worzel Gummidge (1936)
- Worzel Gummidge Again (1937)
- More About Worzel Gummidge (1938)
- Worzel Gummidge And Saucy Nancy (1947)
- Worzel Gummidge Takes A Holiday (1949)
- Earthy Mangold And Worzel Gummidge (1954)
- Worzel Gummidge And The Railway Scarecrows (1955)
- Worzel Gummidge At The Circus (1956)
- Worzel Gummidge And The Treasure Ship (1958)
- Detective Worzel Gummidge (1963)

## Adaptations
Children's Hour
La première diffusion de Worzel Gummidge a eu lieu avant la Seconde Guerre mondiale dans l'émission radio de la BBC Children's Hour.
Jackanory
En juin 1967, cinq histoires de Worzel Gummidge ont été lues par Gordon Rollings dans l'émission télévisée Jackanory.
1re série - Worzel Gummidge (de 1979 à 1981)
La première série télévisée en prises de vue réelles a été créée par Keith Waterhouse et Willis Hall. L'épouvantail est incarné par Jon Pertwee. Elle est composée de 31 épisodes de 25 minutes et est produite par Southern Television pour ITV.
2e série - Worzel Gummidge Down Under (de 1987 à 1989)
La deuxième série télévisée en prises de vue réelles met également en scène Jon Pertwee. Elle est composée de 22 épisodes de 25 minutes et est produite par Toti Productions et Creative Arts pour Channel 4. Elle se déroule en Nouvelle-Zélande.

## Dans la culture populaire
- Au début des années 1980, le chef de file du Parti travailliste, Michael Foot, a été comparé à Worzel Gummidge pour son apparence débraillée[1].